# William Stern

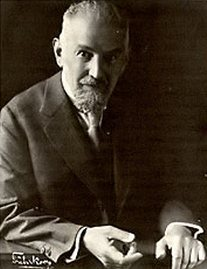
William Stern, um 1931

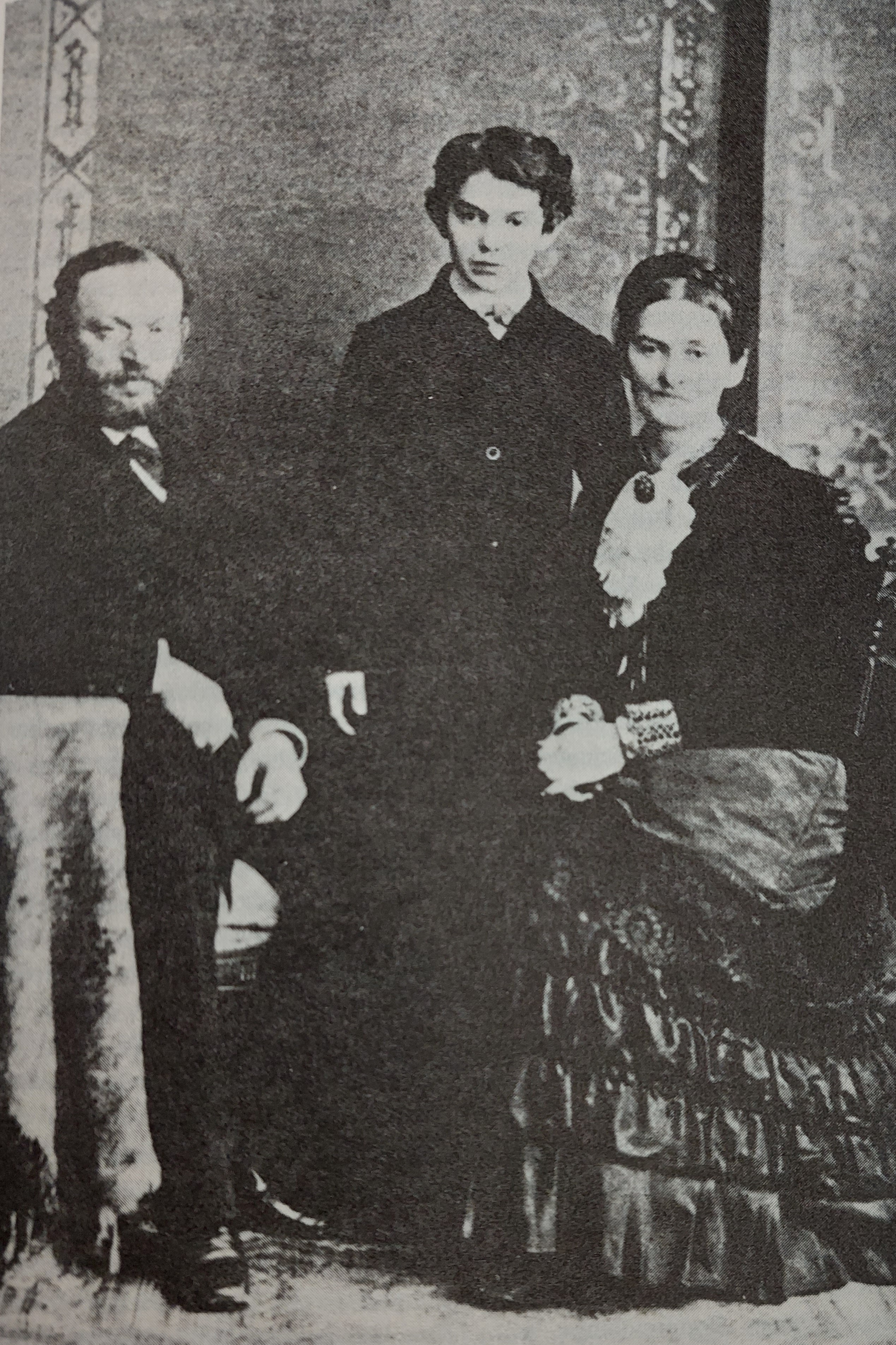
Stern mit seinen Eltern (1884)

Stern mit seiner Familie

William Louis Stern, geboren als Ludwig Wilhelm Stern (* 29. April 1871 in Berlin; † 27. März 1938 in Durham, North Carolina), war ein deutscher Psychologe, Begründer der Differenziellen Psychologie und Entwickler des ersten Intelligenzquotienten. Er leistete an der Seite seiner Frau Clara Stern Hervorragendes auf dem Gebiet der Entwicklungspsychologie. Er war Mitbegründer der Universität Hamburg, der Deutschen Gesellschaft für Psychologie (DGPs) und der Zeitschrift für angewandte Psychologie. Als Philosoph vertrat er den Personalismus. William Stern war der Vater der Übersetzerin und Widerstandskämpferin gegen den Nationalsozialismus Hilde Marchwitza (1900–1961), des Philosophen, Essayisten, Prosadichters und Lyrikers Günther Anders (1902–1992) und der Mitbegründerin und Leiterin der Arbeitsgemeinschaft für Kinder- und Jugend-Alijah in Berlin, später London, und Widerstandskämpferin Eva Michaelis-Stern (1904–1992). Der Gestaltpsychologe und Psychoanalytiker Erwin Levy war sein Neffe, Hannah Arendt seine Schwiegertochter.

## Leben
William Stern, Sohn von Rosa Stern geb. Stern (1839–1896) und Sigismund Stern (1837–1890) und Enkelsohn des jüdischen Reformers Sigismund Stern (1812–1867), entstammte einem assimilierten jüdischen Elternhaus in Berlin. Er wurde 1893 an der Universität Berlin bei Moritz Lazarus promoviert und habilitierte sich 1897 unter der Anleitung des Psychologen Hermann Ebbinghaus.
Stern heiratete 1899 Clara Joseephy, die Tochter einer begüterten Berliner Familie, mit der er drei Kinder hatte, Hilde (1900–1961), Günther (1902–1992) und Eva (1904–1992). Die von ihm und seiner Frau in der Zeit von 1900 bis 1918 akribisch geführten Tagebücher haben als Tagebuchmethode für die Entwicklungspsychologie große Bedeutung erlangt. Die Computer-Transkription dieser Aufzeichnungen ist über die Datenbank CHILDES heute weltweit zugänglich.
Stern war 1904 Gründungsmitglied der „Deutschen Gesellschaft für Psychologie“. Gemeinsam mit Otto Lipmann (1880–1933) gründete Stern 1906 das „Institut für angewandte Psychologie und psychologische Sammelforschung“. Ein Jahr später erschien die erste Ausgabe der Zeitschrift für angewandte Psychologie, die Stern ebenfalls zusammen mit Lipmann veröffentlichte.
Stern beschäftigte sich in seinem Lehrstuhl für Pädagogik in Breslau eingehend mit der theoretischen Weiterentwicklung der Psychologie des Kindes. Aus der wissenschaftlichen Auswertung der von den Eheleuten Stern gemeinsam betriebenen Langzeitstudie der Beobachtungs-Tagebücher entstanden die noch heute beachteten Fachbücher „Die Kindersprache“ (1907), „Erinnerung, Aussage und Lüge in der ersten Kindheit“ (1908) sowie „Psychologie der frühen Kindheit bis zum sechsten Lebensjahr“ 1914. Stern war ebenfalls ein Neuerer darin, wissenschaftliche Methoden zur Untersuchung der Glaubwürdigkeit von (jugendlichen) Zeugenaussagen zu entwickeln. Hierin wurde Stern 1903 als erster Gerichtspsychologe in Deutschland überhaupt und später häufig bei Gerichtsverfahren tätig.
Eher kritisch verhielt er sich gegenüber Freuds Psychoanalyse. Er verfasste 1913 eine „Warnung vor dem Übergriff der Jugend-Psychoanalyse“ sowie kritische Stellungnahmen in Zeitschriften auf wissenschaftlicher Ebene. 1909 erhielten Freud, Carl Gustav Jung und Stern gemeinsam die Ehrendoktorwürde der Clark University. Sie trafen sich erneut 1928 auf einem Wiener Kongress, aber die Gegnerschaft blieb. Heinz Werner sollte hier später die personalistische Tradition Sterns fortsetzen.
1911 begründete Stern mit seinem gleichnamigen Fachbuch die Differenzielle Psychologie. Stern beschäftigte sich zunehmend mit der Intelligenzforschung, wobei er insbesondere auf die hauptsächlich von Alfred Binet entwickelten Testverfahren zurückgriff. 1912 schlug Stern eine von Binet abweichende neue Art der Berechnung des Intelligenzgrades eines Kindes vor und prägte dabei den Begriff des Intelligenzquotienten. Dieser Begriff setzte sich in den folgenden Jahren durch und wurde als „IQ“ einer der bekanntesten psychologischen Begriffe überhaupt.
Einen Ruf an die Berliner Universität, also in seine Heimatstadt, lehnte er ab, da er obligatorisch mit dem Übertritt zur christlichen Konfession verknüpft wurde. Am 1. März 1916 übernahm er, nach dem Tod Ernst Meumanns, einen Lehrstuhl am „Allgemeinen Vorlesungswesen“ in Hamburg. Als im November 1918 die Soldaten, darunter viele Studenten, aus dem Ersten Weltkrieg zurückkehrten, rief William Stern zusammen mit den Professoren des Hamburgischen Kolonialinstituts, eine Universität gab es bis zu diesem Zeitpunkt noch nicht, private Universitätskurse ins Leben. Diese Kurse fanden einen enormen Zuspruch, was schließlich 1919 zur Gründung der Universität Hamburg führte. Stern übernahm die Leitung des Philosophischen (zusammen mit Ernst Cassirer) und des Psychologischen Instituts (zusammen mit Heinz Werner) der Universität Hamburg. In der weltoffenen, liberalen Hansestadt herrschten weniger Vorurteile gegen seine Konfession. Zu seinen ständigen Wissenschaftlichen Mitarbeitern am Psychologischen Institut gehörte ab 1919 der sich mit Intelligenzforschung, Berufpsychologie/Berufseignung und der Berufsberatung Hirnverletzter beschäftigende Erich Stern. Einer seiner Studenten war Gordon Allport. Von 1918 bis 1924 publizierte er seine Reihe „Person und Sache“ Band I-III, die sich speziell mit dem Personalismus befasste. Er definierte die Psychologie als Schnittpunktwissenschaft: als Anteil habend an allen drei Bereichen, nämlich der Geistes-, Sozial- sowie Biowissenschaften.
Ab 1921 gehörte Stern zum Vorstand der 1904 gegründeten „Deutschen Gesellschaft für Psychologie“, wurde 1929 zum stellvertretenden Vorsitzenden gewählt. 1931 tagte der Kongress der Gesellschaft in Hamburg und Stern wurde zum Vorsitzenden der Gesellschaft gewählt. Am 31. Oktober 1933 verlor er seine Professorenstelle unter unwürdigen Umständen, als er von den Nationalsozialisten aus dem Universitätsdienst entfernt wurde.
1933 floh das Ehepaar Stern, gewarnt von seinem 31-jährigen Sohn Günther hinsichtlich der Vernichtungsdrohung, vor der einsetzenden Judenverfolgung des Naziregimes ins Exil, zunächst in die Niederlande. In der Emigration verfasste er „Die allgemeine Psychologie auf personalistischer Grundlage“, die er 1935 bei einem niederländischen Verlag in seiner Muttersprache drucken ließ. Später flohen die Sterns wegen der drohenden deutschen Besetzung der Niederlande weiter in die USA. Im Staat North Carolina erhielt Stern an der Duke University in Durham eine Professur, die er bis an sein Lebensende 1938 ausfüllte.

## Trivia
Stern ist auch bekannt für seine 1905 erstmals „eingeführte“ Bezeichnung des Deutungspfuschers, mit der er Psychologen beschrieb, die ihren Beruf dazu nutzen, ihre Privatmeinung und ihre persönlichen Einstellungen und Vorurteile als psychologische, wissenschaftliche Erkenntnis zu verkaufen.
Mit der geistlosen Anwendung des von ihm erfundenen Intelligenzquotienten als Schnelltest für die Intelligenz sei er, so erinnerte sich Sohn Günther, nicht einverstanden gewesen: „Die Annahme, dass Anstreichenkönnen Denkenkönnen beweise, verrät den tiefsten IQ und ein totales Bildungsmanko.“

## Nachlass
Der wissenschaftliche Nachlass William Sterns wird an der National Library of Israel aufbewahrt.

## William-Stern-Gesellschaft e.V.
Zu Ehren von William Stern hat sich die 1982 gegründete William-Stern-Gesellschaft e. V. an der Universität Hamburg seinen Namen gegeben und fördert mathematisch hochbegabte Jungen und Mädchen ab Klassenstufe 7. Die Zielsetzung dieser Förderung liegt im Sinne des Namensgebers primär in der Entwicklung der mathematischen Kreativität und Intelligenz und nur untergeordnet auch in der Vermittlung von formalen Verfahren zur Lösung mathematischer Aufgaben. Aus der Förderung der William-Stern-Gesellschaft sind zahlreiche Sieger nationaler und internationaler Mathematikwettbewerbe wie dem Bundeswettbewerb Mathematik, der Deutschen Mathematikolympiade, der Europäischen Mathematikolympiade und der Internationalen Mathematikolympiade hervorgegangen.

## Schriften (Auswahl)

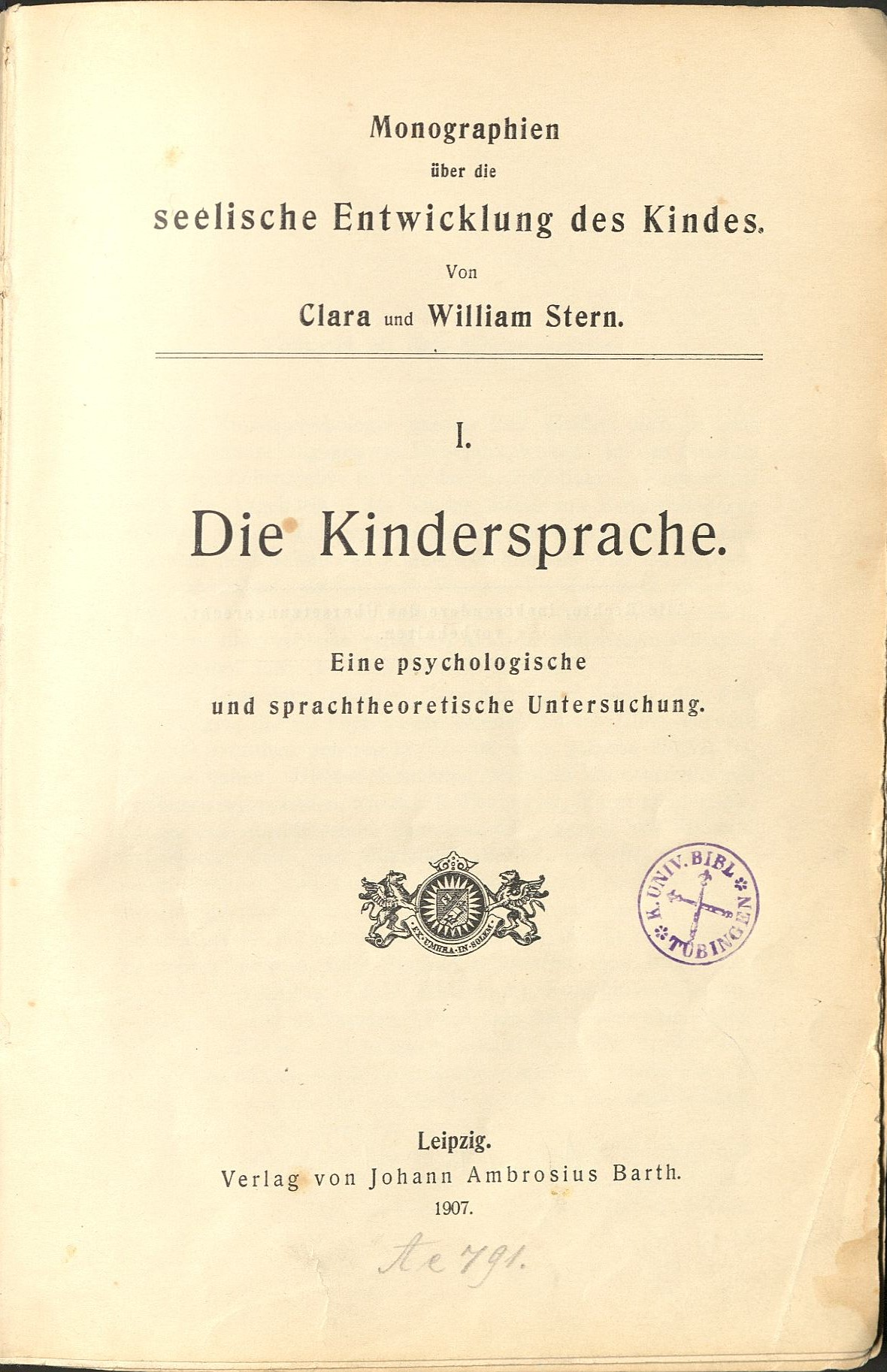
Kindersprache (1907)

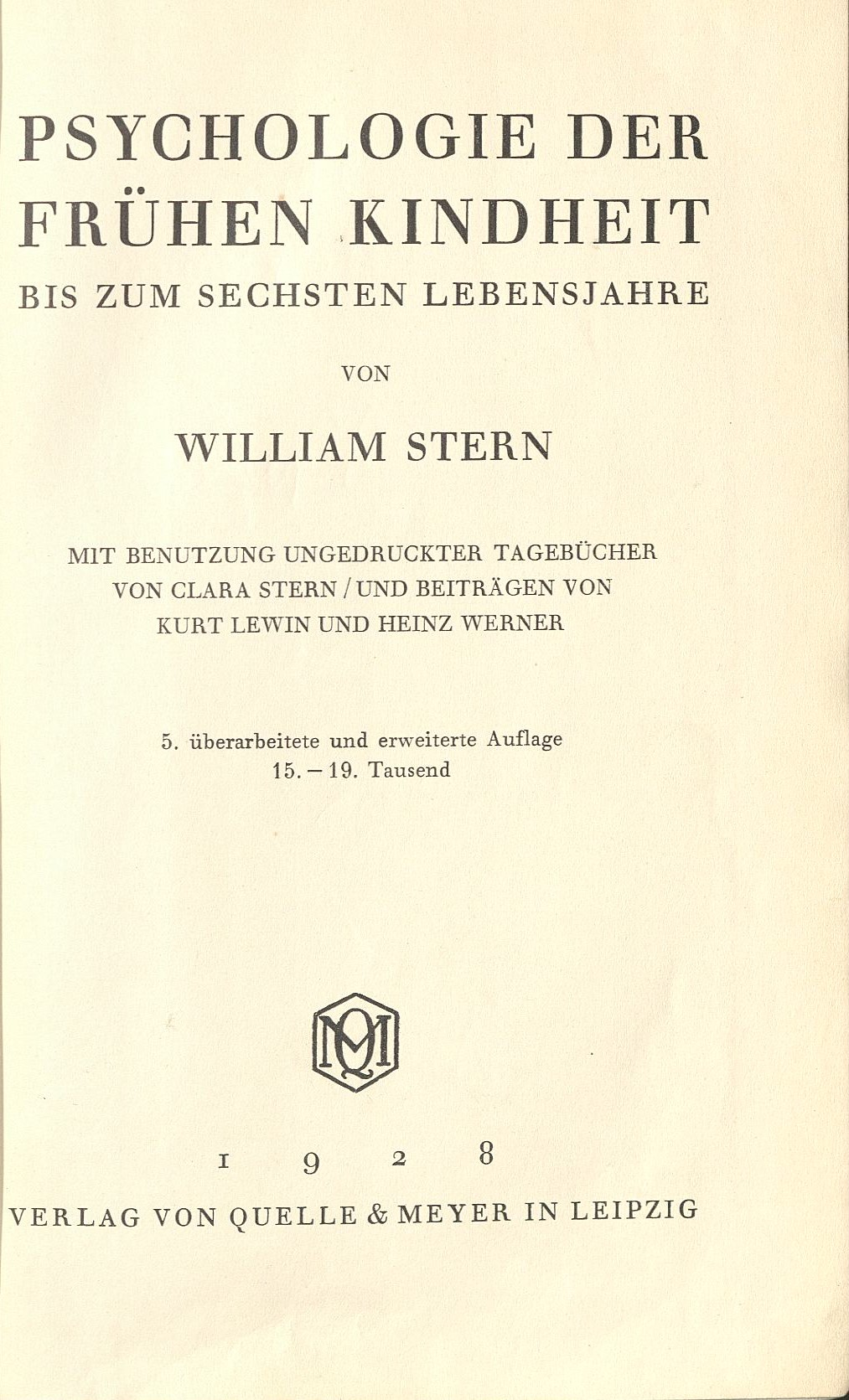
Kindheit (5. Auflage, 1928)

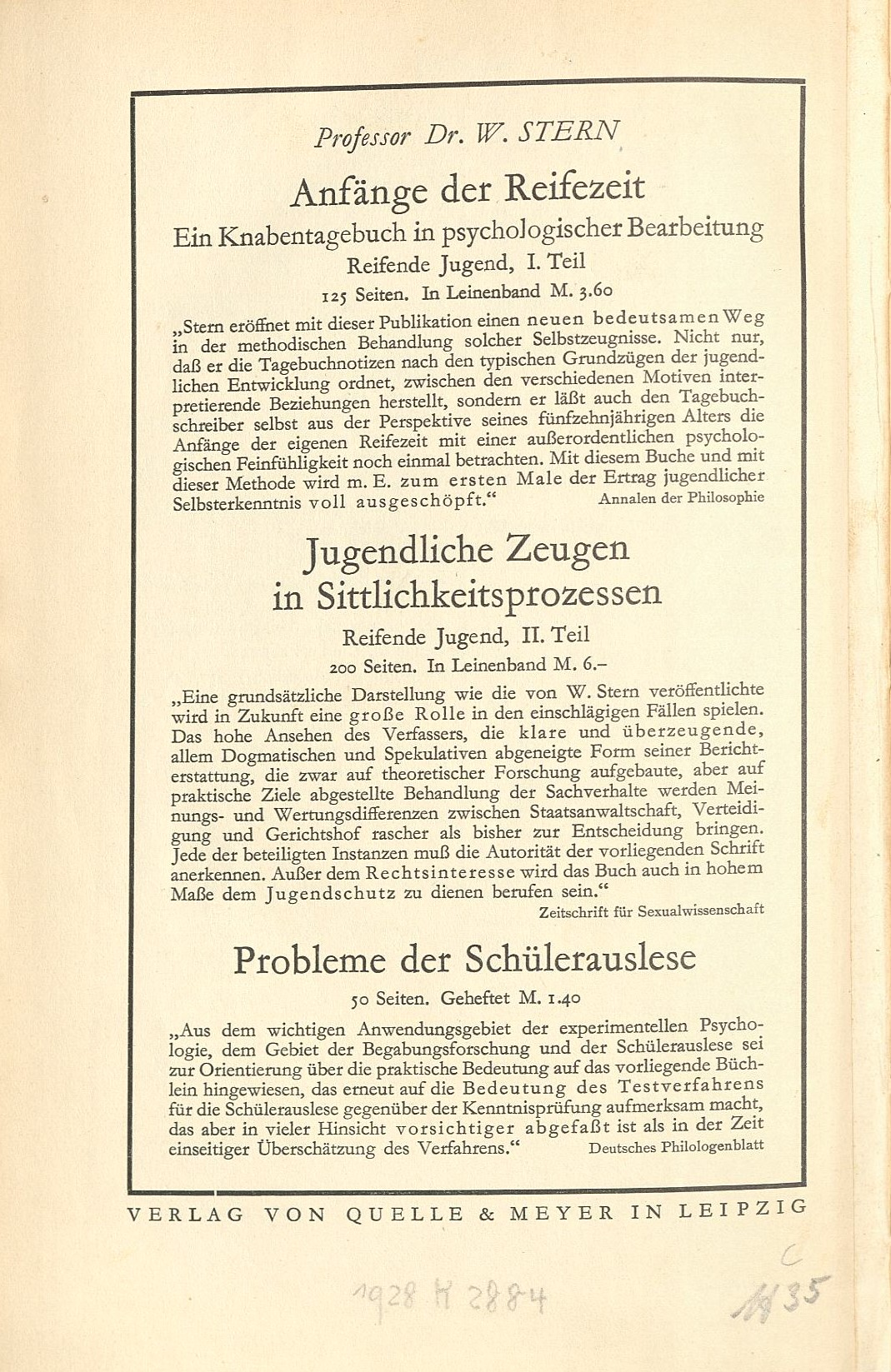
Verlagsanzeige (1928)

– chronologisch nach Erstausgabejahr –
- Die Analogie im volkstümlichen Denken. Eine psychologische Untersuchung von Dr. L. William Stern. Philos.-Histor. Verlag Dr. R. Salinger, Berlin 1893
- Psychologie der Veränderungsauffassung. Verlag: Preuss und Jünger, Breslau, 1898
- Über Psychologie der individuellen Differenzen: Ideen zu einer „differentiellen Psychologie“. Verlag von Johann Ambrosius Barth, Leipzig 1900
- Beiträge zur Psychologie der Aussage. Mit besonderer Berücksichtigung von Problemen der Rechtspflege, Pädagogik, Psychiatrie und Geschichtsforschung. Herausgegeben von L. William Stern. Zweite Folge, Drittes Heft. Verlag von Johann Ambrosius Barth, Leipzig 1905
- Helen Keller: Die Entwicklung und Erziehung einer Taubstummblinden: als psychologisches, pädagogisches und sprachtheoretisches Problem. Verlag von Reuther & Reichard, Berlin 1905
- Die Kindersprache: Eine psychologische und sprachtheoretische Untersuchung. Monographien über die seelische Entwicklung des Kindes. Von Clara und William Stern. Band I. Verlag von Johann Ambrosius Barth, Leipzig 1907 
Nachdruck: Wissenschaftliche Buchgesellschaft, 1987 (1) (Seite nicht mehr abrufbar, festgestellt im Juli 2021. Suche in Webarchiven)
- Die differentielle Psychologie in ihren methodischen Grundlagen. Nachdruck der 2. Auflage. Barth, Leipzig 1911; Huber Bern [u. a.] 1994.
- Die psychologischen Methoden der Intelligenzprüfung und deren Anwendung an Schulkindern. (Sonderabdruck aus: Bericht über den V. Kongress für experimentelle Psychologie / Berlin 1912) Verlag von Johann Ambrosius Barth, Leipzig 1912
- The Psychological Methods Of Testing Intelligence. (Die Psychologische Methode der Intelligenzprüfung) Englische Übersetzung von Guy Montrose Whipple, Cornell University, January 1st, 1914. Vorwort von William Stern, Breslau 1912
- Psychologie der frühen Kindheit, bis zum sechsten Lebensjahre. Mit Benutzung ungedruckter Tagebücher von Clara Stern. Verlag: Quelle & Meyer, Leipzig 1914
Neuausgabe: Darmstadt: Wissenschaftliche Buchgesellschaft, Leipzig 1993.
- Die Intelligenz der Kinder und Jugendlichen und die Methoden ihrer Untersuchung. An Stelle einer dritten Auflage des Buches: Die Intelligenzprüfung an Kindern und Jugendlichen. Verlag von Johann Ambrosius Barth, Leipzig 1920
- Allgemeine Psychologie auf personalistischer Grundlage. 2. Auflage. Nijhoff, Haag 1950.
- Zeitschrift für angewandte Psychologie und psychologische Sammelforschung Zugleich Organ des Institut für Angewandte Psychologie und Psychologische Sammelforschung. Herausgegeben von William Stern und Otto Lipman. Erweiterte Fortsetzung der Beiträge zur Psychologie der Aussage. Erster Band. Verlag von Johann Ambrosius Barth, Leipzig 1908